# Karl IV. (Lothringen)

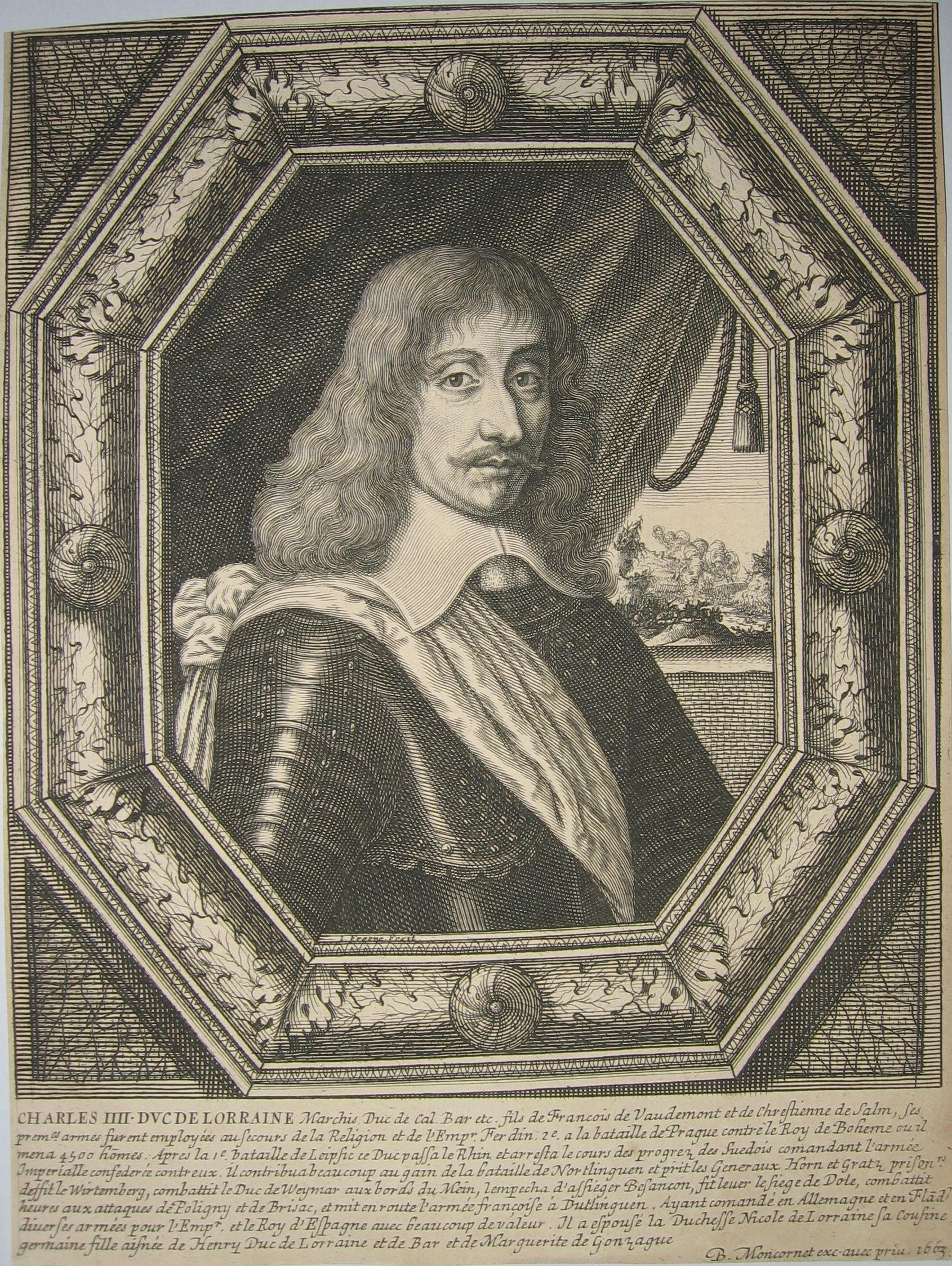
Karl IV. im Jahre 1663

Karl IV. (* 5. April 1604 in Nancy; † 18. September 1675 in Allenbach) war rechtmäßiger Herzog von Lothringen und Bar von 1625 bis 1675, regierte tatsächlich aber nur von 1625 bis 1634, 1641 und 1659 bis 1670. Er war der Sohn von Herzog Franz II. und Christine von Salm. Im Dreißigjährigen Krieg kämpfte er als Heerführer in Diensten der Katholischen Liga und Spaniens. Militärisch äußerst fähig, verspielte er sein Herzogtum im Konflikt mit Frankreich wesentlich durch politische Unzuverlässigkeit und mangelndes diplomatisches Geschick.

## Biografie
Karl verbrachte seine Kindheit am französischen Hof und war dort ein Spielkamerad des gut zwei Jahre älteren Ludwig XIII. Aufgrund der umstrittenen Erbfolge in Lothringen – nach salischem Recht war Karl nach seinem Vater der erste Erbe seines Onkels Heinrich II., während die französische Krone behauptete, dass seine Cousine Nicole Erbin war – wollte Karls Vater ihn zu einer Hochzeit mit seiner Cousine zwingen. Herzog Heinrich selbst war gegen die Verbindung, weil er an Karls politischen Fähigkeiten zweifelte. Zu Beginn des Dreißigjährigen Kriegs schloss Karl sich als Freiwilliger den Truppen seines Vaters an, die in der Schlacht am Weißen Berg für die Katholische Liga kämpften.
Nach langen Verhandlungen heiratete er 1621 seine Cousine Nicole, allerdings mit der Bestimmung, dass er seine Autorität über Lothringen lediglich durch seine Frau erhalte. Heinrich II. starb am 31. Juli 1624. Karl jedoch gab sich mit der Stellung als Prinzgemahl nicht zufrieden. Im November 1625 beanspruchte Franz von Vaudémont, Karls Vater, mit Hinweis auf die männliche Erbfolge das Herzogtum für sich. Die Generalstände Lothringens akzeptierten seinen Anspruch, so dass Franz von Vaudémont am 21. November 1625 als Franz II. Herzog von Lothringen wurde. Fünf Tage später trat er zugunsten seines Sohnes zurück, der als Karl IV. den Thron bestieg und somit seine Frau von der Regierung verdrängt hatte.
Die Vorgänge um den Regierungswechsel verschlechterten die Beziehungen zwischen Frankreich und Lothringen, da Ludwig XIII. nicht bereit war, Karls Vorgehen zu akzeptieren. Zudem unterstützte Karl insgeheim die Gegner des Kardinals Richelieu und versteckte sie vor dem Zugriff der französischen Justiz. Karl IV. war nun auf der Suche nach Verbündeten, brach – nachdem er von der Unterstützung Bayerns und Österreichs enttäuscht war – mit der ultrakatholischen Politik seiner Vorgänger, und fand seine Alliierten in den französischen Hugenotten, England und Savoyen. Im September 1629 floh Gaston de Bourbon, duc d’Orléans, der Bruder des Königs, nach Lothringen, und verliebte sich dort in Magarete, Karls Schwester.
Am 6. Juli 1630 war der König von Schweden, Gustav Adolf, mit seinen Truppen an der Küste der Ostsee in Pommern gelandet. Er erzielte in den folgenden Monaten große Siege gegen kaiserliche Truppen, woraufhin Karl IV. ein Heer zur Unterstützung des Kaisers schickte. Seine militärische Tätigkeit als Feldobrist der Katholischen Liga an Seiten des Kaisers und Spaniens sowie seine wiederholte Unterstützung von Verschwörungsplänen gegen Richelieu führten 1631 zu einem ersten französischen Angriff auf Lothringen, die die Festungen Vic und Moyenvic eroberten. In Vertrag von Vic mit Frankreich verpflichtete Karl sich am 6. Januar 1632, die Verbindung zu Spanien und dem Kaiser abzubrechen und die Festung Marsal den Franzosen für drei Jahre zu überlassen. Herausgefordert durch die heimliche Verheiratung von Gaston d’Orléans mit Karls Schwester Margarete – ohne Zustimmung Ludwigs XIII. – zwangen die Franzosen Karl am 26. Juni 1632 im Vertrag von Liverdun zu weiteren Abtretungen. Daraufhin stellte sich der Herzog erneut an die Seite des Kaisers und schickte ein Heer zu seiner Unterstützung. Im August 1633 fielen die französischen Truppen ein weiteres Mal in Lothringen ein, nahmen Karl während Verhandlungen gefangen und eroberten am 24. September die Hauptstadt Nancy, die damals als stärkste Festung Europas galt. Dies brachte Karl IV. am 19. Januar 1634 dazu, zugunsten seines Bruders Nikolaus Franz abzudanken.
Karl schloss sich den kaiserlichen Truppen an und kämpfte mit Erfolg gegen die Schweden (Sieg bei der Schlacht bei Nördlingen) und später gegen die Franzosen. 1635 versuchte er vergeblich, sein Herzogtum zurückzuerobern, 1636 sandten die Kaiserlichen ihn in die spanische Franche-Comté, wo er das französisch belagerte Dole entsetzte und bis nach Dijon vordrang. In dieser Zeit diente Franz von Mercy als Generalwachtmeister in seinem Heer. Karl verteidigte als Generalkapitän der Truppen in Burgund in den nächsten Jahren das Kerngebiet der Freigrafschaft um Besançon, Dole und Salins gegen die Franzosen. Dabei unternahm er immer wieder Streifzüge ins französische Kerngebiet oder nach Lothringen, um dort französische Garnisonen anzugreifen. Im Mai 1638 stieß er ins Bassigny vor, zog von dort nach Lothringen, eroberte im August Épinal für sich zurück und belagerte im September Lunéville. Da in der Zwischenzeit am Oberrhein Bernhard von Sachsen-Weimar Breisach belagerte, wurde Karl zum Entsatz der Festung angefordert, um die Belagerer gemeinsam mit den kaiserlich-bayrischen Truppen rechts des Rheines gleichzeitig von zwei Seiten anzugreifen. Bernhard nutzte allerdings den Vorteil der inneren Linie und schlug erst Karl am 15. Oktober bei Thann zurück, um wenige Tage später den Angriff Johann von Götzens auf die Belagerungsstellungen um Breisach abzuwehren. Der Fall Breisachs am 17. Dezember schnitt die Franche-Comté weitestgehend vom Reich und den übrigen habsburgischen Gebieten ab. Karl gab den Posten des Generalkapitäns im Januar 1639 auf, entsetzte noch das belagerte Schloss seiner Zweitfrau in Belvoir und ging nach Brüssel, wo er auf ein neues Kommando hoffte.
Nachdem Karl 1640 in den Spanischen Niederlanden gekämpft hatte, wo er am Entsatzversuch der Spanier für Arras teilnahm, trat er Anfang 1641 erneut in Verhandlungen mit Frankreich ein, das ihm mit dem Vertrag von Saint-Germain-en-Laye vom 2. April 1641 sein Herzogtum als französisches Protektorat zurückgab, unter der Bedingung, dass er sich von Allianzen zum Nachteil Frankreichs fern halte. Karls Vertrauter Johann Wilhelm von Hunolstein, der im kurbayrischen Militär diente, gab die lothringischen Verhandlungen mit Frankreich in dieser Zeit dem Kaiser und dem bayrischen Kurfürsten auf dem Regensburger Reichstag bekannt. Als Karl aber weiterhin gegen Richelieu arbeitete und die Verschwörung des Grafen von Soissons deckte, sollte er, nachdem der Kardinal die Verschwörer gefasst hatte, ebenfalls verhaftet werden. Im Juli 1641 gelang es ihm, sich dem durch Flucht zu entziehen. Er trat erneut in den Militärdienst ein, kämpfte zunächst an der Seite der Spanier in Flandern, später im Südwesten des Reichs, wo er sich unter anderem an der Schlacht bei Tuttlingen im November 1643 beteiligte, in der er gemeinsam mit Franz von Mercy und Johann von Werth die Franzosen schlug.
Der Westfälische Frieden unterstellte die drei lothringischen Bistümer (Toul, Metz, Verdun → Trois-Évêchés) offiziell der französischen Krone. Karl IV., der hier nicht beteiligt war, und dessen Verhandlungen über die Rückgabe des Herzogtums mit Kardinal Mazarin scheiterten, setzte die Kriegshandlungen fort. Seine landlose Armee nahm ihre Quartiere weiter in den westlichen Grenzgebieten des Reichs und brachte dort große Schrecken über die Bevölkerung. Karl stellte sein Heer in wechselnde Dienste, 1650 half er dem Trierer Domkapitel  gegen den Erzbischof Philipp Christoph von Sötern und dessen französische Hilfstruppen unter Befehl Reinholds von Rosen. 1651 unterstützte Karl den Herzog Wolfgang Wilhelm von Jülich-Berg gegen Brandenburger Truppen im sogenannten Düsseldorfer Kuhkrieg im Zuge des Jülich-Klevischen Erbfolgestreits. Während der Fronde in Frankreich bedrohte er 1652 sogar Paris. Er verspielte jedoch die gewonnenen Vorteile und auch seine Glaubwürdigkeit, als er danach gleichzeitig mit Mazarin und der Fronde des Princes Unterredungen führte. Spanien warf ihm vor, die Ursache für das Scheitern des Aufstands zu sein, und ließ ihn am 25. Januar 1654 in Brüssel verhaften und in den Alcázar von Toledo bringen. Die Intervention und die Erfolge seines Bruders Nikolaus Franz brachten ihm am 15. Oktober 1659 die Freiheit und im Vertrag von Vincennes von 28. Februar 1661 sogar sein Herzogtum zurück.
Als er sich 1669 weigerte, der Aufforderung Ludwigs XIV. nach einer Auflösung seiner Armee Folge zu leisten, fielen französische Truppen im Sommer 1670 erneut in Lothringen ein. Karl IV. musste ein weiteres Mal fliehen, nahm aber erneut im Dienst des Kaisers den Kampf gegen die Franzosen auf. Am 11. August 1675 besiegte er zusammen mit Georg Wilhelm von Braunschweig-Lüneburg den französischen Marschall François de Créquy in der Schlacht an der Konzer Brücke und vertrieb die Franzosen aus Kurtrier. Wenig später erkrankte er schwer und starb am 18. September in Allenbach bei Wirschweiler, zwischen Birkenfeld und Bernkastel.

## Ehen und Nachkommen
Er heiratete am 23. Mai 1621 in erster Ehe Nicole von Lothringen (* 1608; † 1657), Tochter seines Onkels Heinrich II. und der Margarete von Mantua. Die Ehe blieb kinderlos. 1631 ließ er mit dem Ziel, die Ehe für ungültig zu erklären, Melchior de la Vallée, den Priester, der Nicole getauft hatte, der Zauberei anklagen. 1635 schließlich trennte er sich von ihr mit der Begründung, dass er bei der Hochzeit keine freie Entscheidungsmöglichkeit gehabt habe. Die Kirche verweigert ihm die Annullierung dieser Ehe.
Dennoch heiratete er am 9. April 1637 Béatrix de Cusance (* 1614; † 1663), von der er sich aber wieder trennte, nachdem er exkommuniziert worden war. Nach dem Tod Nicoles heiratete er Beatrix per procurationem (er war zu dieser Zeit in Spanien inhaftiert), um seine Kinder mit ihr zu legitimieren, doch nahm das Paar danach das Zusammenleben nicht mehr auf. Die Kinder aus dieser zweiten Ehe sind:
- Joseph (* 1637; † 1638)
- Anne (* 1639; † 1720), ⚭ 1660 mit François Marie de Lorraine (* 1624; † 1694), prince de Lillebonne
- Charles Henri (* 1649; † 1723), Graf von Vaudémont und 1708 Fürst von Commercy

Nach dem Tod seiner zweiten Frau ging er 1665 mit Marie Louise d’Aspremont (* 1651; † 1692), eine dritte Ehe ein, die ebenfalls ohne Nachkommen blieb.